# Ca’ Bernardo (Dorsoduro)

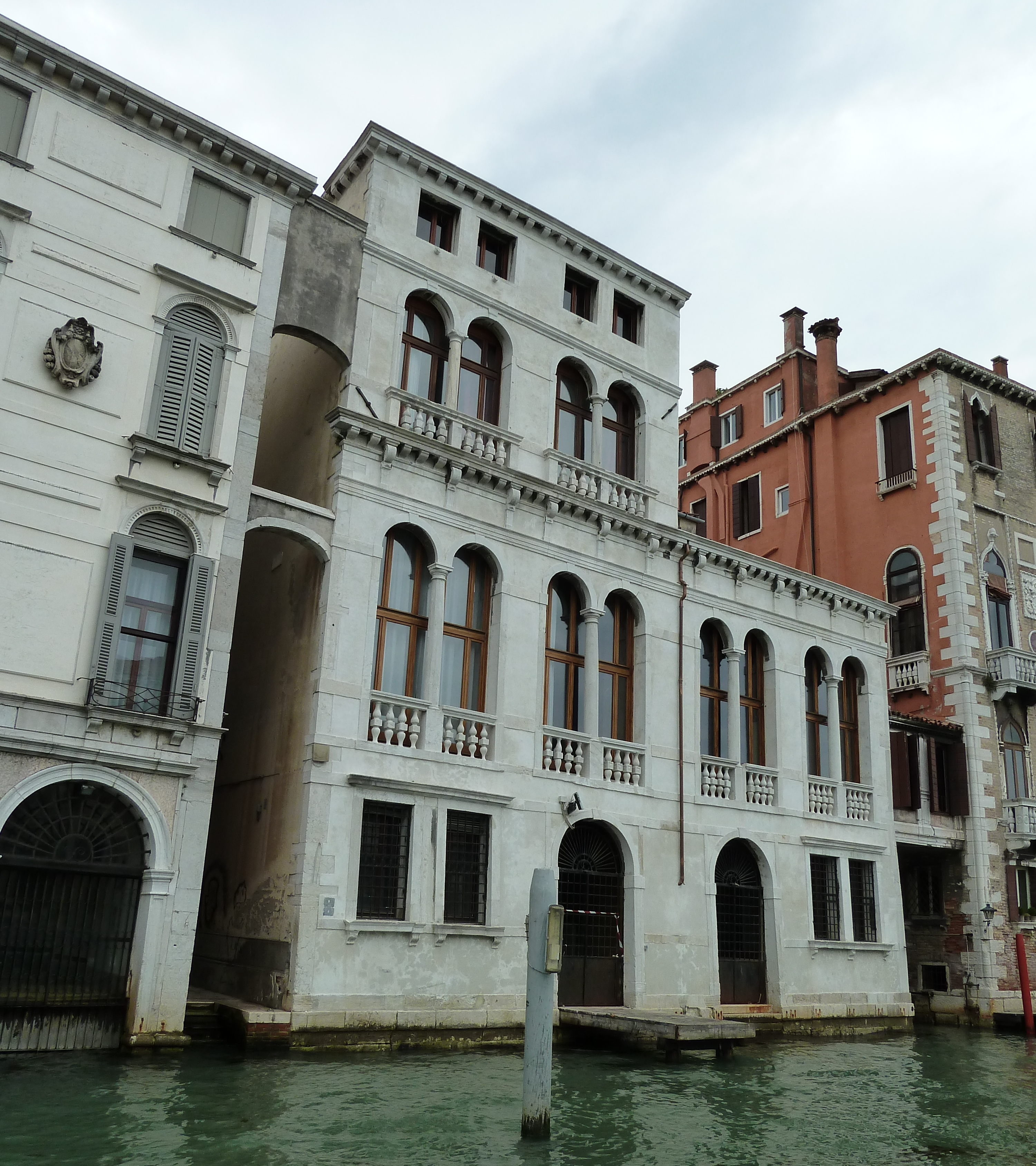
Die Fassade des nicht fertiggestellten Ca’ Bernardo

Ca’ Bernardo, auch Palazzo Giustinian Bernardo, ist ein Palast in Venedig in der italienischen Region Venetien. Er liegt im Sestiere Dorsoduro mit Blick auf den Canal Grande zwischen dem Palazzo Giustinian und dem Palazzo Bernardo Nani, ein Stück entfernt von der Ca’ Rezzonico und von der Ca’ Foscari.

## Geschichte
Der kleine Palast im typischen Stil des 17. Jahrhunderts hat den Familien Giustinian und Bernardo gehört. Heute sind dort einige Fachbereiche der Universität Venedig untergebracht.

## Beschreibung
Der Palast mit wirklich einzigartiger, atypischer Architektur, der auf der rechten Seite ab dem 2. Obergeschoss unvollendet ist, zeigt eine vornehme Fassade mit langen Doppelrundbogenfenstern, die elegant gesetzt sind. Die Fassade weist vier Geschosse auf: Im Erdgeschoss öffnet sich ein Spitzbogendoppelportal zum Wasser, während die beiden Hauptgeschosse die Tradition der mehrfachen Fenster zu verweigern scheinen und stattdessen eine sehr seltene Lösung bieten.